# Христос Визовитис
Христос Константину Визовитис (на гръцки: Χρήστος Κωνσταντίνου Βυζοβίτης) е гръцки политик от втората половина на XX век.

## Биография
Роден е в 1934 година в южномакедонския град Воден, Гърция. Учи политически науки в Университета „Пантеон“. През втората половина на 50-те години е член на младежката организация на Националния радикален съюз.
От юли 1973 до август 1974 година е областен управител (номарх) на ном Халкидики в Полигирос.
Избран е за депутат от ном Пела от Нова демокрация на изборите през юни 1989 година от Нова демокрация. Отново е избран през ноември 1989 (замества Партена Фундуклиду-Теодориду), 1990, 1993 и 1996 година.
През януари 1999 година пострадва тежко при автомобилна катастрофа и остава до края на живота си в болница. Умира на 27 септември 2003 година.